# Francia en la Copa Mundial de Fútbol de 2010
La Selección de Francia fue uno de los 32 equipos participantes de la Copa Mundial de Fútbol de 2010, que se realizó en Sudáfrica.
Llegó al Mundial luego de haber obtenido el segundo lugar en el Grupo 8 de la clasificación europea y posteriormente derrotar a Irlanda en la repesca, con un marcador global de 2:1, luego de una mano polémica cometida por Thierry Henry en el partido de vuelta.
Tras los malos resultados cosechados en los dos primeros partidos, el 19 de junio de 2010, el diario francés L'Equipe publicó un incidente protagonizado en el descanso del partido que enfrentaba a la selección francesa con México, en el que el delantero Nicolas Anelka insultó al técnico Raymond Domenech, La Federación Francesa de Fútbol expulsó de la concentración el mismo día 19 de junio al atacante francés. Al día siguiente, el 20 de junio, el capitán Patrice Evra tuvo un altercado durante el entrenamiento con el preparador físico Robert Duverne. A consecuencia de ello, los jugadores redactaron una carta en defensa de Anelka, que fue leída por Domenech, y se negaron a realizar el entrenamiento que estaba previsto para esa misma tarde. El delegado de la Federación en Sudáfrica, Jean-Louis Valentin, decidió regresar a París y dimitir del cargo.

## Clasificación
Luego de la disputa del Grupo 7, Francia culminó en la segunda posición por lo que se clasificó para disputar una serie de repesca frente a Irlanda en noviembre de 2009.

### Grupo 7
| Equipo      | Pts | PJ | PG | PE | PP | GF | GC | Dif |
| ----------- | --- | -- | -- | -- | -- | -- | -- | --- |
| Serbia      | 22  | 10 | 7  | 1  | 2  | 22 | 8  | 14  |
| Francia     | 21  | 10 | 6  | 3  | 1  | 18 | 9  | 9   |
| Austria     | 14  | 10 | 4  | 2  | 4  | 14 | 15 | -1  |
| Lituania    | 12  | 10 | 4  | 0  | 6  | 10 | 11 | -1  |
| Rumania     | 12  | 10 | 3  | 3  | 4  | 12 | 18 | -6  |
| Islas Feroe | 4   | 10 | 1  | 1  | 8  | 5  | 20 | -15 |

| Fecha                    | Lugar                        |          |                     | Resultado                                                        |                    |         |
| ------------------------ | ---------------------------- | -------- | ------------------- | ---------------------------------------------------------------- | ------------------ | ------- |
| 6 de septiembre de 2008  | Ernst Happel (Viena)         | Austria  | Bandera de Austria  | 3:1 (2:0) Archivado el 1 de mayo de 2009 en Wayback Machine.     | Bandera de Francia | Francia |
| 10 de septiembre de 2008 | Saint-Denis (París)          | Francia  | Bandera de Francia  | 2:1 (0:0) Archivado el 27 de mayo de 2010 en Wayback Machine.    | Bandera de Serbia  | Serbia  |
| 11 de octubre de 2008    | Stadionul Farul, (Constanza) | Rumania  | Bandera de Rumania  | 2:2 (2:1) Archivado el 28 de febrero de 2009 en Wayback Machine. | Bandera de Francia | Francia |
| 28 de marzo de 2009      | Dariaus ir Girėno (Kaunas)   | Lituania | Bandera de Lituania | 0:1 (0:0) Archivado el 1 de abril de 2009 en Wayback Machine.    | Bandera de Francia | Francia |

### Repesca contra Irlanda
La selección de Francia que finalizó en el segundo lugar de su grupo, jugó una eliminación directa contra Irlanda, que ocupó el segundo lugar del Grupo 8, siendo Francia cabeza de serie. La eliminatoria se resolvió en la prórroga del partido de vuelta luego de una polémica mano que cometió Thierry Henry.
| 14 de noviembre de 2009, 20:00 (UTC) | Irlanda | 0:1 (0:0) | Francia    | Estadio Croke Park, Dublín                                         |                                                                    |
|                                      |         | Reporte   | Anelka 72' | Asistencia: 74.103 espectadores Árbitro(s): Felix Brych (Alemania) | Asistencia: 74.103 espectadores Árbitro(s): Felix Brych (Alemania) |

| 18 de noviembre de 2009, 21:00 (UTC+1) | Francia     | 1:1 (0:1, 0:1) (t. s.)(Global 1:1) | Irlanda   | Stade de France, Saint-Denis                                        |                                                                     |
|                                        | Gallas 113' | Reporte                            | Keane 33' | Asistencia: 70.000 espectadores Árbitro(s): Martin Hansson (Suecia) | Asistencia: 70.000 espectadores Árbitro(s): Martin Hansson (Suecia) |

## Preparación

### Partidos previos
Datos correspondientes al periodo entre la finalización de la Eurocopa 2008 y el inicio de la Copa Mundial de Fútbol de 2010
| Fecha                   | Lugar           | Competición |         |                    | Resultado |                                       |            |
| ----------------------- | --------------- | ----------- | ------- | ------------------ | --------- | ------------------------------------- | ---------- |
| 20 de agosto de 2008    | Gotemburgo      | Amistoso    | Suecia  | Bandera de Suecia  | 2:3 (1:1) | Bandera de Francia                    | Francia    |
| 14 de octubre de 2008   | París           | Amistoso    | Francia | Bandera de Francia | 3:1 (1:1) | Bandera de Túnez                      | Túnez      |
| 19 de noviembre de 2008 | París           | Amistoso    | Francia | Bandera de Francia | 0:0       | Bandera de Uruguay                    | Uruguay    |
| 11 de febrero de 2009   | Marsella        | Amistoso    | Francia | Bandera de Francia | 0:2 (0:1) | Bandera de Argentina                  | Argentina  |
| 2 de junio de 2009      | Saint-Étienne   | Amistoso    | Francia | Bandera de Francia | 0:1 (0:1) | Bandera de Nigeria                    | Nigeria    |
| 5 de junio de 2009      | Lyon            | Amistoso    | Francia | Bandera de Francia | 1:0 (1:0) | Bandera de Turquía                    | Turquía    |
| 3 de marzo de 2010      | París           | Amistoso    | Francia | Bandera de Francia | 0:2 (0:2) | Bandera de España                     | España     |
| 26 de mayo de 2010      | Lens            | Amistoso    | Francia | Bandera de Francia | 2:1 (1:1) | Bandera de Costa Rica                 | Costa Rica |
| 30 de mayo de 2010      | Ciudad de Túnez | Amistoso    | Túnez   | Bandera de Túnez   | 1:1 (1:0) | Bandera de Francia                    | Francia    |
| 4 de junio de 2010      | Saint-Pierre    | Amistoso    | Francia | Bandera de Francia | 0:1 (0:0) | Bandera de la República Popular China | China      |

#### Francia vs. Uruguay
| 19 de noviembre de 2008 | Francia | 0:0     | Uruguay | Estadio de Francia, Saint-Denis                              |                                                              |
| 21:00 (UTC+1)           |         | Reporte |         | Asistencia: 79 666 espectadores Árbitro(s): Cyril Zimmermann | Asistencia: 79 666 espectadores Árbitro(s): Cyril Zimmermann |

| Uniformes | Uniformes |
| --------- | --------- |
|           |           |

#### Francia vs. Argentina
| 11 de febrero de 2009 | Francia | 0:2 (0:1) | Argentina                 | Stade Vélodrome, Marsella                                           |                                                                     |
| 22:00 (UTC+1)         |         | Reporte   | Gutiérrez 40' · Messi 83' | Asistencia: Sin datos sobre espectadores Árbitro(s): Jonas Eriksson | Asistencia: Sin datos sobre espectadores Árbitro(s): Jonas Eriksson |

| Uniformes | Uniformes |
| --------- | --------- |
|           |           |

#### Francia vs. Nigeria
| 2 de junio de 2009 | Francia | 0:1 (0:1) | Nigeria    | Estadio Geoffroy-Guichard, Saint-Étienne                          |                                                                   |
| 21:00 (UTC+2)      |         | Reporte   | Akpala 32' | Asistencia: Sin datos sobre espectadores Árbitro(s): Matthew Dyer | Asistencia: Sin datos sobre espectadores Árbitro(s): Matthew Dyer |

| Uniformes | Uniformes |
| --------- | --------- |
|           |           |

#### Francia vs. Turquía
| 5 de junio de 2009 | Francia            | 1:0 (1:0) | Turquía | Estadio Gerland, Lyon                                             |                                                                   |
| 21:00 (UTC+2)      | Benzema 39' (pen.) | Reporte   |         | Asistencia: Sin datos sobre espectadores Árbitro(s): Manuel Gräfe | Asistencia: Sin datos sobre espectadores Árbitro(s): Manuel Gräfe |

| Uniformes | Uniformes |
| --------- | --------- |
|           |           |

#### Francia vs. España
| 3 de marzo de 2010 | Francia | 0:2 (0:2) | España                | Estadio de Francia, París                                          |                                                                    |
| 21:00 (UTC+1)      |         | Reporte   | Villa 22' · Ramos 45' | Asistencia: Sin datos sobre espectadores Árbitro(s): Craig Thomson | Asistencia: Sin datos sobre espectadores Árbitro(s): Craig Thomson |

| Uniformes | Uniformes |
| --------- | --------- |
|           |           |

#### Francia vs. Costa Rica
| 26 de mayo de 2010 | Francia                            | 2:1 (1:1) | Costa Rica    | Estadio Félix Bollaert, Lens                                     |                                                                  |
| 21:00 (UTC+2)      | Sequeira 22' (a.g.) · Valbuena 83' | Reporte   | Hernández 11' | Asistencia: 37 539 espectadores Árbitro(s): Vladislav Bezborodov | Asistencia: 37 539 espectadores Árbitro(s): Vladislav Bezborodov |

| Uniformes | Uniformes |
| --------- | --------- |
|           |           |

## Uniforme

### Oficial

#### Manga corta
| Opción 1 | Opción 2 | Opción 3 | Opción 4 | Opción 5 | Opción 6 |

#### Manga larga
| Opción 1 | Opción 2 | Opción 3 | Opción 4 | Opción 5 | Opción 6 |

### Alternativo

#### Manga corta
| Opción 1 | Opción 2 | Opción 3 | Opción 4 | Opción 5 | Opción 6 |

#### Manga larga
| Opción 1 | Opción 2 | Opción 3 | Opción 4 | Opción 5 | Opción 6 |

### Portero

#### Manga corta
| Opción 1 | Opción 2 |

#### Manga larga
| Opción 1 | Opción 2 |

## Plantel
| #     | Nombre              | Posición      | Edad | PJ Sel | Club                  |
| ----- | ------------------- | ------------- | ---- | ------ | --------------------- |
| 1     | Hugo Lloris         | Portero       | 23   | 11     | Olympique de Lyon     |
| 2     | Bacary Sagna        | Defensa       | 27   | 20     | Arsenal               |
| 3     | Éric Abidal         | Defensa       | 30   | 48     | Barcelona             |
| 4     | Anthony Réveillère  | Defensa       | 30   | 6      | Olympique de Lyon     |
| 5     | William Gallas      | Defensa       | 32   | 81     | Arsenal               |
| 6     | Marc Planus         | Defensa       | 27   | 1      | Girondins de Burdeos  |
| 7     | Franck Ribéry       | Mediocampista | 27   | 45     | Bayern Múnich         |
| 8     | Yoann Gourcuff      | Mediocampista | 23   | 20     | Girondins de Burdeos  |
| 9     | Djibril Cissé       | Delantero     | 28   | 39     | Panathinaikos         |
| 10    | Sidney Govou        | Delantero     | 30   | 46     | Olympique de Lyon     |
| 11    | André-Pierre Gignac | Delantero     | 24   | 13     | Toulouse              |
| 12    | Thierry Henry       | Delantero     | 32   | 121    | Barcelona             |
| 13    | Patrice Evra 2.º    | Defensa       | 29   | 30     | Manchester United     |
| 14    | Jérémy Toulalan     | Mediocampista | 27   | 75     | Olympique de Lyon     |
| 15    | Florent Malouda     | Delantero     | 29   | 54     | Chelsea               |
| 16    | Steve Mandanda      | Portero       | 25   | 13     | Olympique de Marsella |
| 17    | Sébastien Squillaci | Defensa       | 29   | 20     | Sevilla               |
| 18    | Alou Diarra 3.º     | Mediocampista | 28   | 25     | Girondins de Burdeos  |
| 19    | Abou Diaby          | Mediocampista | 24   | 5      | Arsenal               |
| 20    | Mathieu Valbuena    | Mediocampista | 25   | 1      | Olympique de Marsella |
| 21    | Nicolas Anelka      | Delantero     | 31   | 67     | Chelsea               |
| 22    | Gaël Clichy         | Defensa       | 24   | 4      | Arsenal               |
| 23    | Cédric Carrasso     | Portero       | 28   | -      | Girondins de Burdeos  |
| D. T. | Raymond Domenech    |               |      |        |                       |

## Participación
- Los horarios son correspondientes a la hora local sudafricana (UTC+2).

### Partidos
| Fecha       | Lugar           | Instancia      |         |                    | Resultado |                      |           |
| ----------- | --------------- | -------------- | ------- | ------------------ | --------- | -------------------- | --------- |
| 11 de junio | Ciudad del Cabo | Fase de grupos | Uruguay | Bandera de Uruguay | 0:0       | Bandera de Francia   | Francia   |
| 17 de junio | Polokwane       | Fase de grupos | Francia | Bandera de Francia | 0:2 (0:0) | Bandera de México    | México    |
| 22 de junio | Bloemfontein    | Fase de grupos | Francia | Bandera de Francia | 1:2 (0:2) | Bandera de Sudáfrica | Sudáfrica |

### Fase de grupos - Grupo A
| Selección | Pts | PJ | PG | PE | PP | GF | GC | Dif |
| --------- | --- | -- | -- | -- | -- | -- | -- | --- |
| Uruguay   | 7   | 3  | 2  | 1  | 0  | 4  | 0  | 4   |
| México    | 4   | 3  | 1  | 1  | 1  | 3  | 2  | 1   |
| Sudáfrica | 4   | 3  | 1  | 1  | 1  | 3  | 5  | −2  |
| Francia   | 1   | 3  | 0  | 1  | 2  | 1  | 4  | −3  |

|  | Clasificados a los octavos de final. |

#### Uruguay vs. Francia
| 11 de junio, 20:30 | Uruguay | 0:0     | Francia | Estadio de Ciudad del Cabo, Ciudad del Cabo                  |                                                              |
|                    |         | Reporte |         | Asistencia: 64 100 espectadores Árbitro(s): Yūichi Nishimura | Asistencia: 64 100 espectadores Árbitro(s): Yūichi Nishimura |

| 1          | Guardameta     | Fernando Muslera         |     |
| 2          | Defensa        | Diego Lugano             |     |
| 3          | Defensa        | Diego Godín              |     |
| 6          | Defensa        | Mauricio Victorino       |     |
| 11         | Defensa        | Álvaro Pereira           |     |
| 15         | Centrocampista | Diego Pérez              | 87' |
| 16         | Centrocampista | Maximiliano Pereira      |     |
| 17         | Centrocampista | Egidio Arévalo Ríos      |     |
| 18         | Centrocampista | Ignacio González         | 63' |
| 9          | Delantero      | Luis Suárez              | 74' |
| 10         | Delantero      | Diego Forlán             |     |
| Entrenador | Entrenador     | Óscar Washington Tabárez |     |

| 1          | Guardameta     | Hugo Lloris      |     |
| 2          | Defensa        | Bacary Sagna     |     |
| 3          | Defensa        | Éric Abidal      |     |
| 5          | Defensa        | William Gallas   |     |
| 13         | Defensa        | Patrice Evra     |     |
| 8          | Centrocampista | Yoann Gourcuff   | 75' |
| 14         | Centrocampista | Jérémy Toulalan  |     |
| 19         | Centrocampista | Abou Diaby       |     |
| 7          | Delantero      | Franck Ribéry    |     |
| 10         | Delantero      | Sidney Govou     | 85' |
| 21         | Delantero      | Nicolas Anelka   | 72' |
| Entrenador | Entrenador     | Raymond Domenech |     |

| 14 | Centrocampista | Nicolás Lodeiro  | 63' |
| 13 | Delantero      | Sebastián Abreu  | 74' |
| 8  | Centrocampista | Sebastián Eguren | 87' |

| 12 | Delantero      | Thierry Henry       | 72' |
| 15 | Centrocampista | Florent Malouda     | 75' |
| 11 | Delantero      | André-Pierre Gignac | 85' |

| Amonestado           | 59'   | Mauricio Victorino |
| Amonestado           | 70'   | Nicolás Lodeiro    |
| Otorgado · Expulsado | 81'   | Nicolás Lodeiro    |
| Amonestado           | 90+3' | Diego Lugano       |

| Amonestado | 12' | Patrice Evra    |
| Amonestado | 19' | Franck Ribéry   |
| Amonestado | 68' | Jérémy Toulalan |

| Árbitro             | Yūichi Nishimura |
| Árbitros asistentes | Toru Sagara      |
| Árbitros asistentes | Jeong Hae-sang   |
| Cuarto árbitro      | Joel Aguilar     |
| Quinto árbitro      | William Torres   |

| 1          | Guardameta     | Fernando Muslera         |     |
| 2          | Defensa        | Diego Lugano             |     |
| 3          | Defensa        | Diego Godín              |     |
| 6          | Defensa        | Mauricio Victorino       |     |
| 11         | Defensa        | Álvaro Pereira           |     |
| 15         | Centrocampista | Diego Pérez              | 87' |
| 16         | Centrocampista | Maximiliano Pereira      |     |
| 17         | Centrocampista | Egidio Arévalo Ríos      |     |
| 18         | Centrocampista | Ignacio González         | 63' |
| 9          | Delantero      | Luis Suárez              | 74' |
| 10         | Delantero      | Diego Forlán             |     |
| Entrenador | Entrenador     | Óscar Washington Tabárez |     |

| 1          | Guardameta     | Hugo Lloris      |     |
| 2          | Defensa        | Bacary Sagna     |     |
| 3          | Defensa        | Éric Abidal      |     |
| 5          | Defensa        | William Gallas   |     |
| 13         | Defensa        | Patrice Evra     |     |
| 8          | Centrocampista | Yoann Gourcuff   | 75' |
| 14         | Centrocampista | Jérémy Toulalan  |     |
| 19         | Centrocampista | Abou Diaby       |     |
| 7          | Delantero      | Franck Ribéry    |     |
| 10         | Delantero      | Sidney Govou     | 85' |
| 21         | Delantero      | Nicolas Anelka   | 72' |
| Entrenador | Entrenador     | Raymond Domenech |     |

| 14 | Centrocampista | Nicolás Lodeiro  | 63' |
| 13 | Delantero      | Sebastián Abreu  | 74' |
| 8  | Centrocampista | Sebastián Eguren | 87' |

| 12 | Delantero      | Thierry Henry       | 72' |
| 15 | Centrocampista | Florent Malouda     | 75' |
| 11 | Delantero      | André-Pierre Gignac | 85' |

| Amonestado           | 59'   | Mauricio Victorino |
| Amonestado           | 70'   | Nicolás Lodeiro    |
| Otorgado · Expulsado | 81'   | Nicolás Lodeiro    |
| Amonestado           | 90+3' | Diego Lugano       |

| Amonestado | 12' | Patrice Evra    |
| Amonestado | 19' | Franck Ribéry   |
| Amonestado | 68' | Jérémy Toulalan |

| Árbitro             | Yūichi Nishimura |
| Árbitros asistentes | Toru Sagara      |
| Árbitros asistentes | Jeong Hae-sang   |
| Cuarto árbitro      | Joel Aguilar     |
| Quinto árbitro      | William Torres   |

| Estadísticas      | Bandera de Uruguay | Bandera de Francia |
| Tiros             | 7                  | 18                 |
| Tiros a puerta    | 3                  | 3                  |
| Faltas            | 13                 | 20                 |
| Saques de esquina | 0                  | 4                  |
| Penaltis          | 0                  | 0                  |
| Fueras de juego   | 5                  | 4                  |
| Posesión de balón | 47%                | 53%                |

#### Francia vs. México
| 17 de junio, 20:30 | Francia | 0:2 (0:0) | México                            | Estadio Peter Mokaba, Polokwane                              |                                                              |
|                    |         | Reporte   | Hernández 64' · Blanco 79' (pen.) | Asistencia: 35 370 espectadores Árbitro(s): Khalil Al Ghamdi | Asistencia: 35 370 espectadores Árbitro(s): Khalil Al Ghamdi |

| 1          | Guardameta     | Hugo Lloris      |     |
| 2          | Defensa        | Bacary Sagna     |     |
| 3          | Defensa        | Éric Abidal      |     |
| 5          | Defensa        | William Gallas   |     |
| 13         | Defensa        | Patrice Evra     |     |
| 14         | Centrocampista | Jérémy Toulalan  |     |
| 15         | Centrocampista | Florent Malouda  |     |
| 19         | Centrocampista | Abou Diaby       |     |
| 7          | Delantero      | Franck Ribéry    |     |
| 10         | Delantero      | Sidney Govou     | 69' |
| 21         | Delantero      | Nicolas Anelka   | 46' |
| Entrenador | Entrenador     | Raymond Domenech |     |

| 1          | Guardameta     | Oscar Pérez         |     |
| 2          | Defensa        | Francisco Rodríguez |     |
| 3          | Defensa        | Carlos Salcido      |     |
| 4          | Defensa        | Rafael Márquez      |     |
| 5          | Defensa        | Ricardo Osorio      |     |
| 15         | Defensa        | Héctor Moreno       |     |
| 16         | Defensa        | Efraín Juárez       | 55' |
| 6          | Centrocampista | Gerardo Torrado     |     |
| 9          | Delantero      | Guillermo Franco    | 62' |
| 11         | Delantero      | Carlos Vela         | 31' |
| 17         | Delantero      | Giovani dos Santos  |     |
| Entrenador | Entrenador     | Javier Aguirre      |     |

| 11 | Delantero      | André-Pierre Gignac | 46' |
| 20 | Centrocampista | Mathieu Valbuena    | 69' |

| 7  | Centrocampista | Pablo Barrera     | 31' |
| 14 | Delantero      | Javier Hernández  | 55' |
| 10 | Delantero      | Cuauhtémoc Blanco | 62' |

| Anotado         | 64' | Javier Hernández  | 0:1 |
| Anotado · Penal | 79' | Cuauhtémoc Blanco | 0:2 |

| Amonestado | 45+1' | Jérémy Toulalan |
| Amonestado | 78'   | Eric Abidal     |

| Amonestado | 4'  | Guillermo Franco    |
| Amonestado | 48' | Efraín Juárez       |
| Amonestado | 49' | Héctor Moreno       |
| Amonestado | 82' | Francisco Rodríguez |

| Árbitro             | Khalil Al Ghamdi  |
| Árbitros asistentes | Hassan Kamranifar |
| Árbitros asistentes | Saleh Al Marzouqi |
| Cuarto árbitro      | Peter O'Leary     |
| Quinto árbitro      | Matthew Taro      |

| 1          | Guardameta     | Hugo Lloris      |     |
| 2          | Defensa        | Bacary Sagna     |     |
| 3          | Defensa        | Éric Abidal      |     |
| 5          | Defensa        | William Gallas   |     |
| 13         | Defensa        | Patrice Evra     |     |
| 14         | Centrocampista | Jérémy Toulalan  |     |
| 15         | Centrocampista | Florent Malouda  |     |
| 19         | Centrocampista | Abou Diaby       |     |
| 7          | Delantero      | Franck Ribéry    |     |
| 10         | Delantero      | Sidney Govou     | 69' |
| 21         | Delantero      | Nicolas Anelka   | 46' |
| Entrenador | Entrenador     | Raymond Domenech |     |

| 1          | Guardameta     | Oscar Pérez         |     |
| 2          | Defensa        | Francisco Rodríguez |     |
| 3          | Defensa        | Carlos Salcido      |     |
| 4          | Defensa        | Rafael Márquez      |     |
| 5          | Defensa        | Ricardo Osorio      |     |
| 15         | Defensa        | Héctor Moreno       |     |
| 16         | Defensa        | Efraín Juárez       | 55' |
| 6          | Centrocampista | Gerardo Torrado     |     |
| 9          | Delantero      | Guillermo Franco    | 62' |
| 11         | Delantero      | Carlos Vela         | 31' |
| 17         | Delantero      | Giovani dos Santos  |     |
| Entrenador | Entrenador     | Javier Aguirre      |     |

| 11 | Delantero      | André-Pierre Gignac | 46' |
| 20 | Centrocampista | Mathieu Valbuena    | 69' |

| 7  | Centrocampista | Pablo Barrera     | 31' |
| 14 | Delantero      | Javier Hernández  | 55' |
| 10 | Delantero      | Cuauhtémoc Blanco | 62' |

| Anotado         | 64' | Javier Hernández  | 0:1 |
| Anotado · Penal | 79' | Cuauhtémoc Blanco | 0:2 |

| Amonestado | 45+1' | Jérémy Toulalan |
| Amonestado | 78'   | Eric Abidal     |

| Amonestado | 4'  | Guillermo Franco    |
| Amonestado | 48' | Efraín Juárez       |
| Amonestado | 49' | Héctor Moreno       |
| Amonestado | 82' | Francisco Rodríguez |

| Árbitro             | Khalil Al Ghamdi  |
| Árbitros asistentes | Hassan Kamranifar |
| Árbitros asistentes | Saleh Al Marzouqi |
| Cuarto árbitro      | Peter O'Leary     |
| Quinto árbitro      | Matthew Taro      |

| Estadísticas      | Bandera de Francia | Bandera de México |
| Tiros             | 13                 | 12                |
| Tiros a puerta    | 4                  | 5                 |
| Faltas            | 23                 | 25                |
| Saques de esquina | 7                  | 1                 |
| Penaltis          | 0                  | 1 (1)             |
| Fueras de juego   | 2                  | 4                 |
| Posesión de balón | 53%                | 47%               |

#### Francia vs. Sudáfrica
| 22 de junio, 16:00 | Francia     | 1:2 (0:2) | Sudáfrica                | Estadio Free State, Bloemfontein                       |                                                        |
|                    | Malouda 70' | Reporte   | Khumalo 20' · Mphela 37' | Asistencia: 39 415 espectadores Árbitro(s): Óscar Ruiz | Asistencia: 39 415 espectadores Árbitro(s): Óscar Ruiz |

| 1          | Guardameta     | Hugo Lloris         |     |
| 2          | Defensa        | Bacary Sagna        |     |
| 5          | Defensa        | William Gallas      |     |
| 17         | Defensa        | Sébastien Squillaci |     |
| 22         | Defensa        | Gaël Clichy         |     |
| 8          | Centrocampista | Yoann Gourcuff      |     |
| 18         | Centrocampista | Alou Diarra         | 82' |
| 19         | Centrocampista | Abou Diaby          |     |
| 7          | Delantero      | Franck Ribéry       |     |
| 9          | Delantero      | Djibril Cissé       | 55' |
| 11         | Delantero      | André-Pierre Gignac | 46' |
| Entrenador | Entrenador     | Raymond Domenech    |     |

| 1          | Guardameta     | Moneeb Josephs          |     |
| 3          | Defensa        | Tsepo Masilela          |     |
| 4          | Defensa        | Aaron Mokoena           |     |
| 5          | Defensa        | Anele Ngcongca          | 55' |
| 20         | Defensa        | Bongani Khumalo         |     |
| 6          | Centrocampista | MacBeth Sibaya          |     |
| 8          | Centrocampista | Siphiwe Tshabalala      |     |
| 10         | Centrocampista | Steven Pienaar          |     |
| 23         | Centrocampista | Thanduyise Khuboni      | 78' |
| 9          | Delantero      | Katlego Mphela          |     |
| 17         | Delantero      | Bernard Parker          | 68' |
| Entrenador | Entrenador     | Carlos Alberto Parreira |     |

| 15 | Centrocampista | Florent Malouda | 46' |
| 12 | Delantero      | Thierry Henry   | 55' |
| 10 | Delantero      | Sidney Govou    | 82' |

| 2  | Defensa        | Siboniso Gaxa      | 55' |
| 18 | Delantero      | Siyabonga Nomvethe | 68' |
| 11 | Centrocampista | Teko Modise        | 78' |

| Anotado | 70' | Florent Malouda | 1:2 |

| Anotado | 20' | Bongani Khumalo | 0:1 |
| Anotado | 37' | Katlego Mphela  | 0:2 |

| Expulsado  | 25' | Yoann Gourcuff |
| Amonestado | 71' | Abou Diaby     |

| Árbitro             | Óscar Ruiz       |
| Árbitros asistentes | Abraham González |
| Árbitros asistentes | Humberto Clavijo |
| Cuarto árbitro      | Héctor Baldassi  |
| Quinto árbitro      | Ricardo Casas    |

| 1          | Guardameta     | Hugo Lloris         |     |
| 2          | Defensa        | Bacary Sagna        |     |
| 5          | Defensa        | William Gallas      |     |
| 17         | Defensa        | Sébastien Squillaci |     |
| 22         | Defensa        | Gaël Clichy         |     |
| 8          | Centrocampista | Yoann Gourcuff      |     |
| 18         | Centrocampista | Alou Diarra         | 82' |
| 19         | Centrocampista | Abou Diaby          |     |
| 7          | Delantero      | Franck Ribéry       |     |
| 9          | Delantero      | Djibril Cissé       | 55' |
| 11         | Delantero      | André-Pierre Gignac | 46' |
| Entrenador | Entrenador     | Raymond Domenech    |     |

| 1          | Guardameta     | Moneeb Josephs          |     |
| 3          | Defensa        | Tsepo Masilela          |     |
| 4          | Defensa        | Aaron Mokoena           |     |
| 5          | Defensa        | Anele Ngcongca          | 55' |
| 20         | Defensa        | Bongani Khumalo         |     |
| 6          | Centrocampista | MacBeth Sibaya          |     |
| 8          | Centrocampista | Siphiwe Tshabalala      |     |
| 10         | Centrocampista | Steven Pienaar          |     |
| 23         | Centrocampista | Thanduyise Khuboni      | 78' |
| 9          | Delantero      | Katlego Mphela          |     |
| 17         | Delantero      | Bernard Parker          | 68' |
| Entrenador | Entrenador     | Carlos Alberto Parreira |     |

| 15 | Centrocampista | Florent Malouda | 46' |
| 12 | Delantero      | Thierry Henry   | 55' |
| 10 | Delantero      | Sidney Govou    | 82' |

| 2  | Defensa        | Siboniso Gaxa      | 55' |
| 18 | Delantero      | Siyabonga Nomvethe | 68' |
| 11 | Centrocampista | Teko Modise        | 78' |

| Anotado | 70' | Florent Malouda | 1:2 |

| Anotado | 20' | Bongani Khumalo | 0:1 |
| Anotado | 37' | Katlego Mphela  | 0:2 |

| Expulsado  | 25' | Yoann Gourcuff |
| Amonestado | 71' | Abou Diaby     |

| Árbitro             | Óscar Ruiz       |
| Árbitros asistentes | Abraham González |
| Árbitros asistentes | Humberto Clavijo |
| Cuarto árbitro      | Héctor Baldassi  |
| Quinto árbitro      | Ricardo Casas    |

| Estadísticas      | Bandera de Francia | Bandera de Sudáfrica |
| Tiros             | 10                 | 21                   |
| Tiros a puerta    | 4                  | 10                   |
| Faltas            | 10                 | 12                   |
| Saques de esquina | 3                  | 5                    |
| Penaltis          | 0                  | 0                    |
| Fueras de juego   | 6                  | 3                    |
| Posesión de balón | 50%                | 50%                  |

## Estadísticas

### Participación de jugadores
| #  | Nombre              | Posición      | PJ | Min  |   | Asist | Tiros  | Faltas |   |   |
| -- | ------------------- | ------------- | -- | ---- | - | ----- | ------ | ------ | - | - |
| 2  | Bacary Sagna        | Defensa       | 1  | 90   | 0 | 0     | 0      | 1-1    | 0 | 0 |
| 3  | Éric Abidal         | Defensa       | 1  | 90   | 0 | 0     | 0      | 0-0    | 0 | 0 |
| 4  | Anthony Réveillère  | Defensa       | 0  | 0    | 0 | 0     | 0      | 0-0    | 0 | 0 |
| 5  | William Gallas      | Defensa       | 1  | 90   | 0 | 0     | 0      | 0-3    | 0 | 0 |
| 6  | Marc Planus         | Defensa       | 0  | 0    | 0 | 0     | 0      | 0-0    | 0 | 0 |
| 7  | Franck Ribéry       | Mediocampista | 1  | 90   | 0 | 0     | 0      | 2-2    | 1 | 0 |
| 8  | Yoann Gourcuff      | Mediocampista | 1  | 75   | 0 | 0     | 4      | 2-0    | 0 | 0 |
| 9  | Djibril Cissé       | Delantero     | 0  | 0    | 0 | 0     | 0      | 0-0    | 0 | 0 |
| 10 | Sidney Govou        | Delantero     | 1  | 85   | 0 | 0     | 0      | 2-0    | 0 | 0 |
| 11 | André-Pierre Gignac | Delantero     | 1  | 5    | 0 | 0     | 0      | 0-0    | 0 | 0 |
| 12 | Thierry Henry       | Delantero     | 1  | 18   | 0 | 0     | 0      | 0-1    | 0 | 0 |
| 13 | Patrice Evra        | Defensa       | 1  | 90   | 0 | 0     | 0      | 3-0    | 1 | 0 |
| 14 | Jérémy Toulalan     | Mediocampista | 1  | nada | 0 | 0     | 2      | 3-1    | 1 | 0 |
| 15 | Florent Malouda     | Mediocampista | 1  | 15   | 1 | 0     | 1      | 0-0    | 0 | 0 |
| 17 | Sébastien Squillaci | Defensa       | 0  | 0    | 0 | 0     | 0      | 0-0    | 0 | 0 |
| 18 | Alou Diarra         | Mediocampista | 0  | 0    | 0 | 0     | 0      | 0-0    | 0 | 0 |
| 19 | Abou Diaby          | Mediocampista | 1  | 90   | 0 | 0     | 1      | 6-3    | 0 | 0 |
| 20 | Mathieu Valbuena    | Mediocampista | 0  | 0    | 0 | 0     | 0      | 0-0    | 0 | 0 |
| 21 | Nicolas Anelka      | Delantero     | 1  | 72   | 0 | 0     | 4      | 1-0    | 0 | 0 |
| 22 | Gaël Clichy         | Defensa       | 0  | 0    | 0 | 0     | 0      | 0-0    | 0 | 0 |
| #  | Nombre              | Posición      | PJ | Min  |   | Prom. | Atajos | Faltas |   |   |
| 1  | Hugo Lloris         | Portero       | 1  | 90   | 0 | 0     | ¿?     | 0-1    | 0 | 0 |
| 16 | Steve Mandanda      | Portero       | 0  | 0    | 0 | 0     | 0      | 0-0    | 0 | 0 |
| 23 | Cédric Carrasso     | Portero       | 0  | 0    | 0 | 0     | 0      | 0-0    | 0 | 0 |

### Goleadores
Tabla confeccionada a partir de los criterios utilizados para elegir la Bota de Oro.
| Jugador         | Anotado | Asist. | Min. | Goles de jugada | Goles de penal |
| --------------- | ------- | ------ | ---- | --------------- | -------------- |
| Florent Malouda | 1       | 0      | 149  | 1               | 0              |